# Parcice
Parcice – wieś sołecka w Polsce położona w województwie łódzkim, w powiecie wieruszowskim, w gminie Czastary.

## Położenie
Parcice leżą na obszarze Wyżyny Wieluńskiej. Wieś położona jest 13 km na południowy wschód od Wieruszowa przy drodze Bolesławiec – Wieluń. Na trasie z Parcic do Krajanki, po prawej stronie znajdują się Wydmy Parcickie, tzw. Łyse Góry.

## Historia

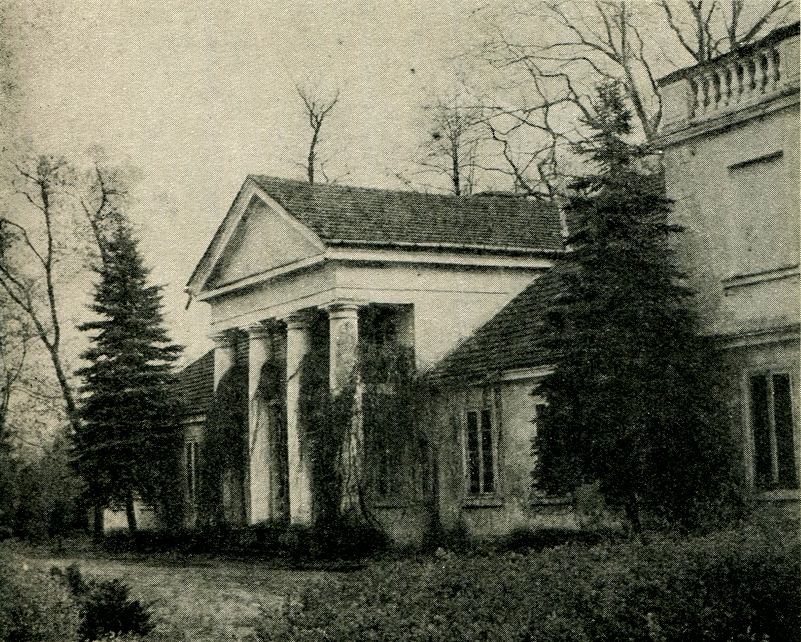
Dwór w Parcicach w latach 60. XX w.

Parcice po raz pierwszy wspomniane zostały w dokumencie z 1403 roku wydanym dla bractwa żebraczego w Bolesławcu. Wioską władał wówczas Jan z Parcic. W 1461 roku Małgorzata, wdowa po Janie dała wieś swojemu potomkowi Mikołajowi Gruszczyńskiemu podczaszemu poznańskiemu i staroście odolanowskiemu. W 1465 roku Jan Cieciorka z Wyszanowa sprzedał Parcice Sędziwojowi z Niedzieliska.   
W roku 1552 majątek Parcice był własnością Jana, Antoniego i Zygmunta Madalińskich. Było to 1608 morgów ziemi uprawnej, 669 mórg łąk, 36 mórg pastwisk i 101 mórg lasu, a także młyn wodny i wiatrak. W XVII wieku dobra te należały do średniozamożnej rodziny Kochlewskich, którzy byli wyznawcami kalwinizmu i tu na miejscu wybudowali własnym kosztem zbór. We wsi znajdował się również kalwiński cmentarz. Po Kochlewskich właścicielami byli Potrowscy, Koseccy i Trepkowie. Ostatnim z Trepków był Leopold, do którego należały jeszcze majątki w Młynisku, Łyskorni i w Mokrsku. Pod koniec życia, przeszedł na katolicyzm i wybudował własnym kosztem kościół w Czastarach, który wyświęcono w 1847 roku. Od Leopolda Trepki nabył majątek Ferdynand Magnuski, który pochodził z okolic Sieradza. Ferdynand miał dwóch synów: Władysława i Bolesława. Majątek w Parcicach przejął ten drugi. Jeszcze za życia swojego ojca sprowadził z Francji inżynierów, którzy wytyczyli w parku klomby i aleje według francuskich wzorów. Z czasem Bolesław narobił sporo długów, bo wyjeżdżał za granicę. Mając sporo długów szukał do ożenku bogatej kandydatki na żonę. Po pewnym czasie znalazł partnerkę w Prowincji Poznańskiej w zaborze niemieckim – nazywała się Józefa Biegańska. Przyszły teść przyjechał na oględziny tutejszego majątku, Bolesław Magnuski obwiózł go pokazując mu swe własności, a zarazem i lasy państwowe jako swoje. Posag zamożnej panny wyniósł 200000 talarów (1 Talar = 6 marek). 
21 kwietnia 1863 r. we wsi odpoczywał oddział powstańczy dowodzony przez Franciszka Parczewskiego, który dzień wcześniej stoczył z Rosjanami potyczkę pod Starym Ochędzynem, a dzień później bitwę pod Rudnikami. 
Według opisu Słownika Geograficznego wydanego w Warszawie w 1886 roku, majątek Parcice rozciągał się na przestrzeni 7 km, od wsi Koryta, aż do zachodnich ziem wsi Jaworek.  
W 1928 roku wieś zamieszkiwało 725 osób.  

### II wojna światowa
1 września 1939 roku w Parcicach miał miejsce epizod boju pod Krajanką. Parcice broniły Bataliony Obrony Narodowej "Wieluń I" i "Wieluń II". Około godz. 18 polacy rozpoczęli wycofywać się w kierunku Czastar. O 18.30 Niemcy uderzyli na Parcice, a około godz. 20 na Czastary. W boju poległo 6 żołnierzy polskich oraz 4 żołnierzy pułku Leibstandarte SS "Adolf Hitler". Poległych upamiętnia pomnik w Krajance. Polskich żołnierzy pochowano na cmentarzu parafialnym w Czastarach. 
Podczas II wojny światowej część rodzin przesiedlono oraz zmieniono nazwę wsi na Kalwinsdorf, ze względu na zamieszkanie wsi przez wyznawców kalwinizmu od XVII do XIX wieku (ww. Kochlewskich i Trepków).
Po ataku Niemiec na ZSRR w lipcu 1941 roku wysiedlono około 20 gospodarstw wokół dworu w Parcicach. Niemcy utworzyli tam 100-hektarowy majątek. Wcześniej wysiedlono 5 gospodarzy, a we wrześniu 1941 roku wysiedlono prawie wszystkich zamożniejszych rolników. Na ich miejsce osiedleni zostali Niemcy z Bawarii. W późniejszym czasie wywieziono jeszcze kilka rodzin.
Szacuje się, że podczas II wojny światowej zginęło 14 mieszkańców Parcic, w tym dwóch podczas wojny obronnej w 1939 roku.
W latach 1954–1968 wieś była siedzibą gromady Parcice, po jej zniesieniu należała do gromady Czastary. W latach 1975–1998 miejscowość administracyjnie należała do województwa kaliskiego.

## Zabytki

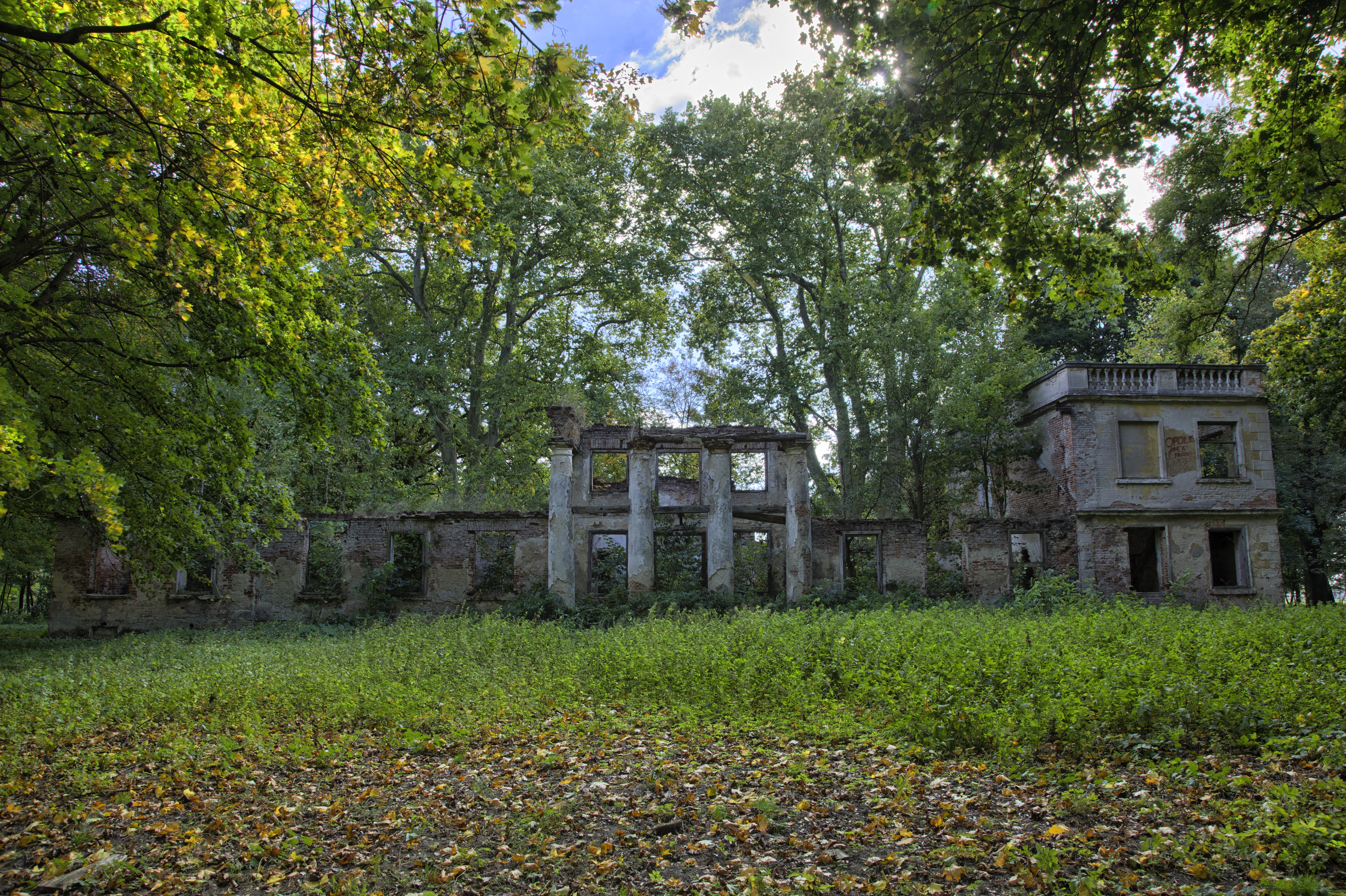
Ruiny dworu w Parcicach

Według rejestru zabytków Narodowego Instytutu Dziedzictwa na listę zabytków wpisane są obiekty:
- zespół dworski, XIX w., nr rej.: 552-XIV-65 z 6.10.1950:
  - dwór, nr rej.: 325 z 30.12.1967
  - park

### Dwór w Parcicach
Parcice to miejscowość posiadająca malowniczy park z ruinami dworku szlacheckiego. Dworek ten wybudowany został w końcu XVIII wieku. Zbudowany został w stylu klasycystycznym, z czterokolumnowym portykiem i owalnym salonem na osi. Obecnie bardzo zaniedbany z braku środków finansowych, prawie całkowicie uległ ruinie. Wcześniej mieściła się tutaj siedziba szlachecka Elżbiety Czartoryskiej, o czym miała świadczyć tablica nagrobkowa z 1623 roku, którą odnaleziono zaraz po wojnie i przewieziono na cmentarz w Czastarach. Późniejszym budowniczym był hrabia Leopold Trepka, gorący zwolennik kalwinizmu. Następnie właścicielami byli Magnuscy oraz Witold Nowicki. Po II wojnie światowej we dworze działała szkoła podstawowa. Dwór uległ dewastacji w latach 80. i 90. XX w. W obrębie parku znajdują się unikalne w skali Europy dwa platany kalifornijskie oraz bardzo stary dąb, którego obwód wynosi 6,25 m. W pałacu podziwiać można było stylową stolarkę, posadzki, kominki i sztukaterię: znaleziono i uratowano stylowe piece kaflowe, które znajdują się w Muzeum w Ożarowie (5 pieców). Obecnie zniszczone ruiny są w rękach prywatnych. Od 2008 roku na początku lipca w parku dworskim odbywa się wystawa koni powiatu wieruszowskiego.

## Parafia rzymskokatolicka

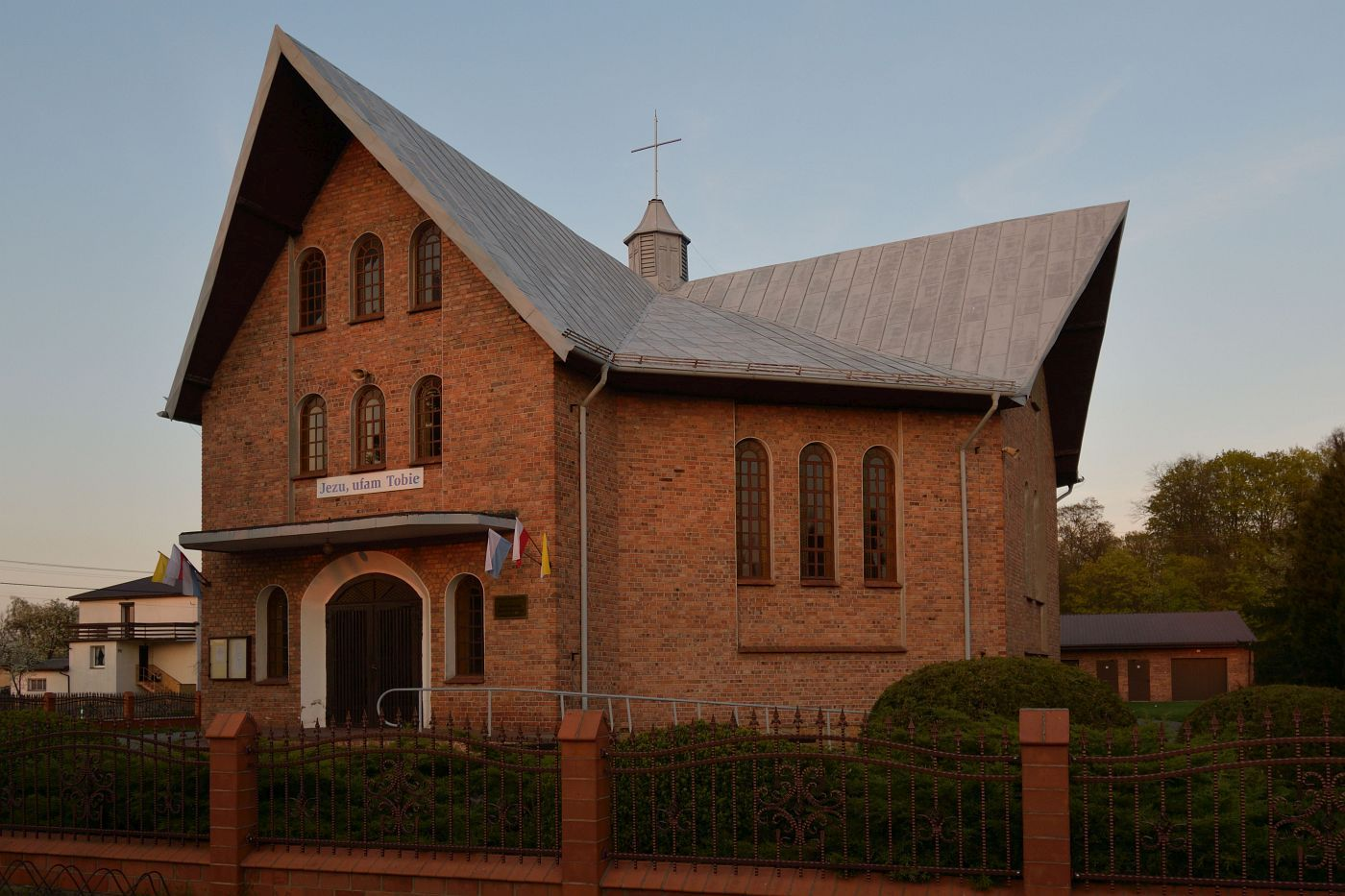
Kościół Podwyższenia Krzyża Świętego w Parcicach

W Parcicach znajduje się kościół katolicki, niedaleko dworu, przy ul. Kościelnej. Kościół Podwyższenia Krzyża Świętego został wzniesiony w latach 1989-1990 według projektu Teresy Kunikowskiej. Kamień węgielny pod budowę kościoła poświęcił biskup pomocniczy częstochowski Miłosław Kołodziejczyk.

## Oświata

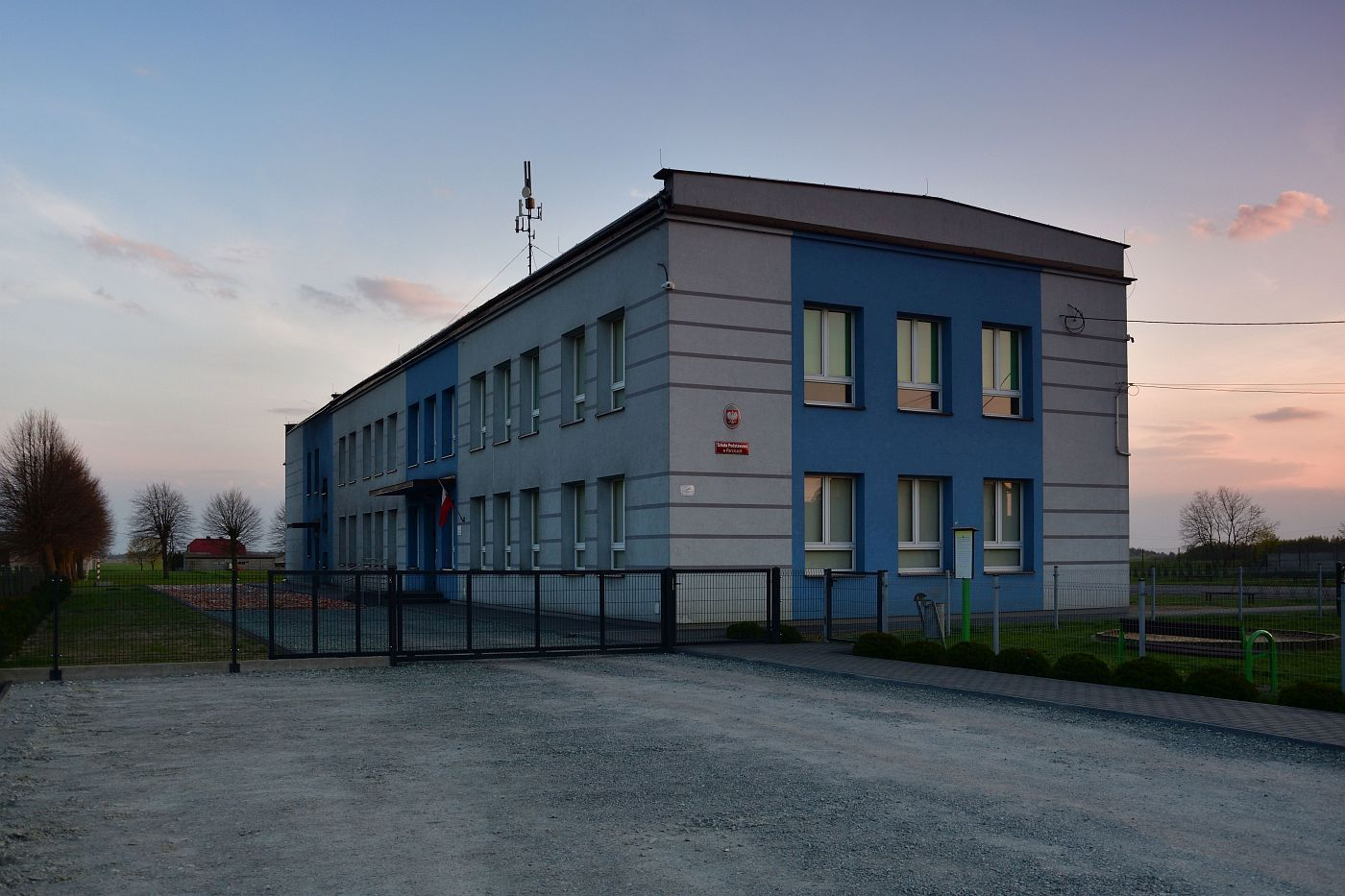
Szkoła Podstawowa w Parcicach

Pierwsza jednoklasowa szkoła w Parcicach powstała w 1917 roku. Nauczanie odbywało się w prywatnych domach. Tuż przed wybuchem II wojny światowej z inicjatywy Józefa Sroczyńskiego, pierwszego kierownika szkoły, postanowiono o budowie murowanego budynku. Kilka tygodni przed 1 września 1939 roku były gotowe ściany. W ostatnich dniach sierpnia kwaterował tu oddział Wojska Polskiego. Podczas wojny niemiecka firma Alberta Kupke rozebrała stojące mury i zgromadzone materiały wykorzystała do budowy obór i remontów domów niemieckich osadników, z których wysiedlono mieszkańców Parcic i okolicznych wsi. W latach 1945–1947 nauka odbywała się w dworze parcickim, a następnie w drewnianym baraku. W latach 1958–1959 zbudowano murowany budynek, rozbudowany w latach 1988-1992.

## OSP Parcice

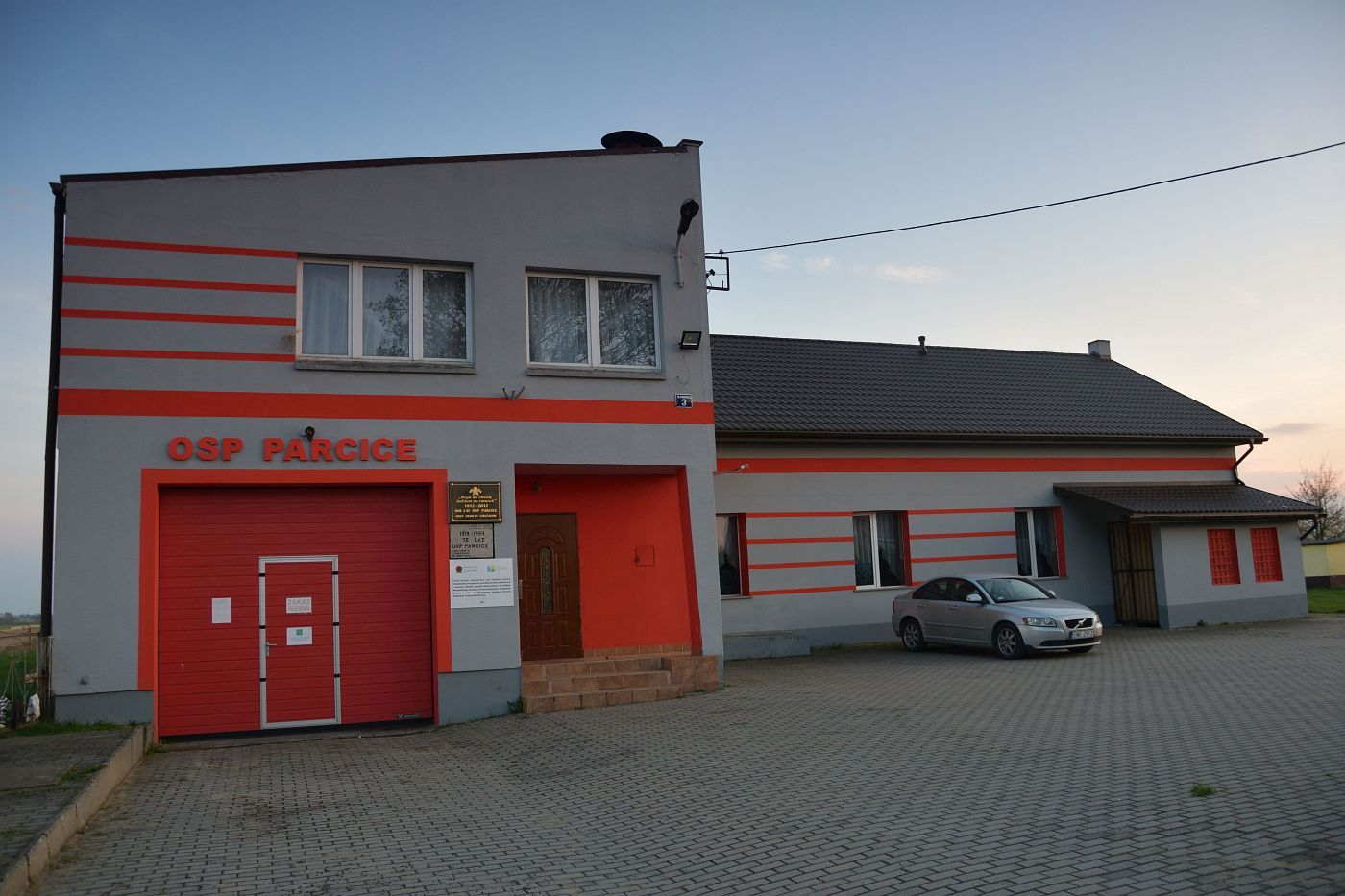
Remiza OSP w Parcicach

1912 roku założona została Ochotnicza Straż Pożarna w Parcicach, a w 1930 roku zbudowano remizę strażacką. Początkowo jednostka funkcjonowała jako pododdział OSP Czastary. W 2013 roku odbyły się uroczystości związane ze 100-leciem istnienia straży. Jednostka posiada wóz bojowy Renault M210 GBA 3/16. 